# Леді Ліліт
«Леді Ліліт» (англ. Lady Lilith) — картина олією Данте Габріеля Россетті, початково написана в 1866—1868 роках, коли моделлю була коханка художника Фанні Корнфорт, а потім перероблена в 1872–73 роках, коли натурницею стала Алекса Вайлдінг. Йдеться про Ліліт, яка, згідно з давньоюдейським міфом, була «першою дружиною Адама» і пов'язана зі спокушенням чоловіків і вбивством дітей. Її показано як «могутню і злу спокусницю» і як «знакову, схожу на амазонку жінку з довгим розпущеним волоссям».
Россетті намалював обличчя Корнфорт, можливо, за пропозицією свого клієнта, суднового магната Фредеріка Річардса Лейланда, який виставив картину у своїй вітальні разом із п'ятьма іншими «приголомшливими» роботами Россетті. Після смерті Лейланда картина була придбана Семюелем Бенкрофтом, а в 1935 році передана в художній музей Делавера, де зараз і експонується.
Картина утворює диптих із картиною «Сибілла Палміфера», написаною в 1866—1870 роках, натурницею також була Вайлдінг. Леді Ліліт уособлює красу тіла, відповідно до сонета Россетті, вписаного в раму. Сибілла Палміфера уособлює красу душі, про що також свідчить сонет автора на її рамі.
Велика копія «Леді Ліліт» 1867 року, написана Россетті аквареллю, на якій зображено обличчя Корнфорт, зараз належить Метрополітен-музею Нью-Йорка. Вона містить вірш із «Фауста» Ґете у перекладі Шеллі на етикетці, прикріпленій Россетті до рами.

## Історія та опис

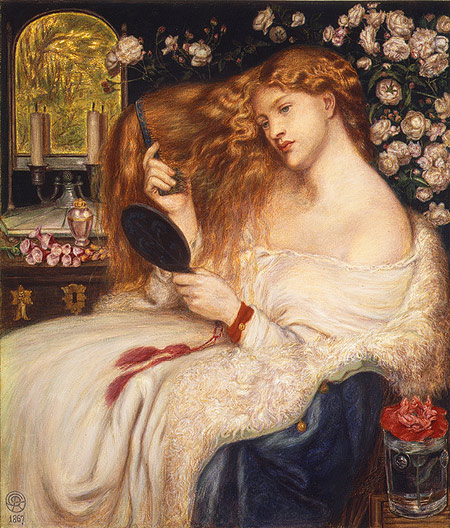
«Леді Ліліт» (1967; акварель із зображенням Фанні Корнфорт; Музей мистецтва Метрополітен)

Ескіз «Леді Ліліт» (1866; Тель-Авівський музей мистецтв)

9 квітня 1866 року Россетті написав Фредеріку Лейланду: «Оскільки ви продовжуєте висловлювати бажання мати мою гарну картину, я пишу вам про ще одну, яку я зараз розпочав і яка буде однією з моїх найкращих. На малюнку зображена жінка, яка розчісує волосся. Вона такого ж розміру, як „Палміфера“ — 36 x 31 дюйм, і буде сповнена матеріалу — на задньому плані буде видно пейзаж. Її колір переважно білий і сріблястий, з великою масою золотого волосся».
«Леді Ліліт» була замовлена Лейлендом на початку 1866 року та доставлена йому на початку 1869 року за ціною 472,1 фунта. Існують два етюди до картини, датовані 1866 роком, а два ескізи в зошиті можуть бути більш ранніми. Картина зфокусована на Ліліт, але задумана як «сучасна Ліліт», а не міфологічна фігура. Вона споглядає власну красу в ручному дзеркалі. Картина є однією із серії таких «дзеркальних картин» Россетті. Інші художники незабаром створили власні «дзеркальні» картини з самозакоханими жіночими фігурами, але Леді Ліліт вважалася «втіленням» цього типу.
Помічник Россетті, Генрі Треффрі Данн, стверджує, що останньою намальованою частиною був квітковий фон. Він і Г. П. Бойс зібрали великі кошики білих троянд із саду Джона Раскіна на Денмарк-гілл і повернулися з ними до будинку Россетті в Челсі. Вважається, що Данн пізніше відтворив кольоровою крейдою картину Россетті із зображенням леді Ліліт.

## Феміністичний аспект
У міфі Ліліт — могутня, загрозлива, сексуальна жінка, яка протистоїть домінуванню чоловіків. Тому її вважають символом феміністичного руху. На картині вона сконцентрована на власній красі, насолоджується своїм розпущеним волоссям, не має звичного вікторіанського корсета та носить «одяг, який виглядає так, наче його скоро знімуть».
У книзі «Сила жіночого волосся у вікторіанській уяві» Елізабет Г. Гіттер пише: «Чим густіше волосся, тим сильніше сексуальне запрошення мається на увазі. Народні, літературні та психоаналітичні традиції сходяться на думці, що пишність волосся є показником енергійної сексуальності і навіть розпусти».

## Власність та виставки
Картина висіла у вітальні Лейленда разом із п'ятьма іншими картинами Россетті, які Лейланд назвав «приголомшливими».
Семюель Бенкрофт, власник текстильної фабрики з Вілмінгтона, штат Делавер, купив картину на розпродажі майна Лейланда, який відбувся на Крістіз 28 травня 1892 року, за 525 фунтів стерлінгів. Одночасно він придбав щонайменше чотири інші картини Россетті, а пізніше зібрав одну з найбільших колекцій мистецтва прерафаелітів за межами Сполученого Королівства. 1935 року маєток Бенкрофтів пожертвував велику колекцію картин Музею мистецтв Делавера.
Картину виставляли в Лондоні в 1883 році та Філадельфії в 1892 році, коли будинок Бенкрофта розширювали для розміщення нових картин. Також її виставляли в Ричмонді, Вірджинія (1982), Токіо (1990), Бірмінгемі та Вільямстауні (2000), а також у Лондоні, Ліверпулі та Амстердамі (2003). 2012 року вона була виставлена в галереї Тейт у Лондоні, а з 17 лютого до 19 травня 2013 року була на виставці в Національній галереї мистецтв у Вашингтоні, округ Колумбія.